# 季哈尼夫卡
51°56′47″N 31°24′7″E / 51.94639°N 31.40194°E
季哈尼夫卡（烏克蘭語：Диханівка），是烏克蘭北部的村莊，隸屬切爾尼希夫州的切爾尼希夫區。該村面積1.2平方公里，海拔高度148米，2006年人口88，人口密度每平方公里73.64人。